# Słoboda Bukaczowiecka
Słoboda Bukaczowiecka (ukr. Букачівська Слобода, Bukacziwśka Słoboda) – wieś na Ukrainie w rejonie rohatyńskim obwodu iwanofrankiwskiego. 
Dawniej jednostkowa gmina wiejska, za II Rzeczypospolitej wieś w powiecie rohatyńskim województwa stanisławowskiego. Liczba mieszkańców w 1921 roku wynosiła 342. 1 października 1931 gminę Słoboda Bukaczowiecka zniesiono, włączając jej obszar do gminy Bukaczowce
W 1944 nacjonaliści ukraińscy z OUN-UPA zamordowali tutaj 15 Polaków.